# مردیث آلواین
مردیث آلواین (انگلیسی: Meredith Alwine; ۸ ژوئن ۱۹۹۸) وزنه‌بردار زن اهل ایالات متحده آمریکا بود.